# El Noticiero Bilbaíno
El Noticiero Bilbaíno fue un periódico español editado en Bilbao entre 1875 y 1937, que llegaría a ser una de las publicaciones más populares de la capital vizcaína.

## Historia

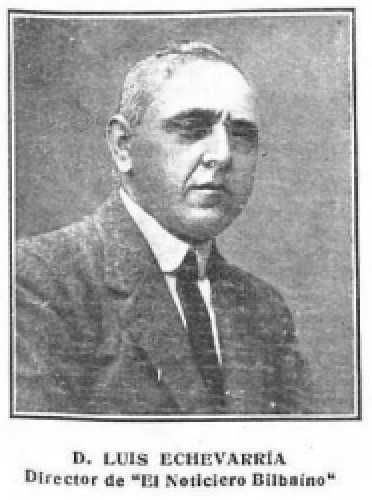
Luis Echevarría, segundo director de El Noticiario Bilbaíno

Fundado en 1875, en las postrimetrías de la tercera guerra carlista, la publicación contó con las mejores innovaciones tecnológicas. Publicó su primer número el 8 de enero de 1875, siendo Manuel Echevarría Torres su primer director.
Desde sus inicios se posicionó en defensa de los fueros, del euskera y de las tradiciones vascas, llegando a ser considerado un «órgano de los [fueristas] intransigentes de Sagarminaga». Contó con una Hoja Literaria, publicada los lunes, que dirigió el escritor Antonio de Trueba. Descrito hacia el cambio de siglo como «no nacionalista [vasco]», a lo largo de su existencia coexistió con otras publicaciones bilbaínas importantes, como el Diario de Bilbao, El Liberal, La Gaceta del Norte o Euzkadi. A la publicación, conocida entre la población como «el Noti», se la consideró un periódico de gran calidad y llegaría a ser uno de los diarios más leídos en las provincias vascongadas durante los años de la Segunda República. En esta época tuvo la consideración de decano de la prensa bilbaína y Antonio Checa Godoy lo engloba dentro del conservadurismo independiente.
Tras el estallido de la Guerra civil el diario —acorde con su línea editorial aséptica— llegó a tardar hasta tres semanas en condenar la sublevación militar, a pesar de lo cual la publicación acabaría adoptando una orientación republicana. Desaparecido durante la guerra, su publicación volvería a ser autorizada por las autoridades franquistas.
La familia Ybarra —copropietaria del diario El Correo Español-El Pueblo Vasco— se unió en junio de 1945 a la empresa editora del antiguo Noticiero Bilbaíno para formar el grupo Bilbao Editorial SA, en una alianza empresarial que duraría hasta 1969.